# Agrobiopole Auzeville-Tolosane
Cet article possède un paronyme, voir Biopôle (homonymie).
L'Agrobiopole Auzeville-Tolosane est un des quatre sites d’activités de la technopole Toulouse Sud-Est, situé sur la commune d'Auzeville-Tolosane et Castanet-Tolosan. Ce site est dédié aux agroressources, aux agro-industries et agrobiosciences, ainsi qu’à leur valorisation sur une superficie de 300 ha.

## Activités
Siège du pôle de compétitivité Agrimip Innovation, de la Mission d'animation des agrobiosciences, du complexe d'enseignement agricole (Cité des Sciences Vertes, ENSFEA), de l'INP/ENSAT, du centre INRA.
L'Agrobiopole Auzeville-Tolosane en chiffres (2009) :
- 60 organismes, laboratoires et écoles
- 3 400 emplois
- 2 600 étudiants et lycéens

## Évènement
- World FIRA 2023[5].